# Либеральная протестантская теология
Либера́льная протеста́нтская теоло́гия — богословская мысль, которая возникла в конце XVIII — начале XIX вв. и пользовалась большой популярностью в конце XIX — начале XX веков, и была основана на работах немецкого философа и теолога Фридриха Шлейермахера. В момент своего зарождения либеральная теология стремилась изменить христианство, сделать его более современным, соответствующим уровню науки и способным стать инструментом для решения «земных» моральных и политических вопросов. Особое внимание при этом уделялось доказательствам разумности и общественной полезности учения Христа, а также вере в то, что люди способны преодолеть свою греховность своими же силами.
Видя своей задачей рационализацию обоснований христианского вероучения, либеральная теология как богословское направление в итоге фактически отказалась от исторической христианской догматики.
С течением времени те или иные призывы к либерализации стали раздаваться и за пределами круга протестантских богословов. На сегодня понятие «либеральная теология» перестало быть синонимом понятию «протестантская теология». В настоящее время явление либерализации может выявляться, изучаться, подтверждаться либо опровергаться, теоретически, применительно к любой конфессии.
В узком смысле, применительно к внутриконфессиональной самооценке собственной истории, протестантские богословы применяют термин «либеральная теология» для обозначения одного из исторических этапов развития протестантской теологии.

## История
На протяжении истории христианства перемены в общественной жизни обязывали христианских апологетов давать актуальные и основанные на библейском тексте ответы на современные вопросы со стороны секулярного мира, сохраняя консервативным собственное богословие. Эта позиция оставалась неизменной до конца XVIII — начала XIX вв., когда возникло явление теологического модернизма, рассматриваемого большинством исследователей примером распространяющейся секуляризации и приспособительной деятельности христианской церкви. В христианском богословии происходит отчетливый поворот от старых религиозных концепций к новым, в которых ключевое значение стала играть этика. Христианство перестает рассматриваться в качестве религиозного учения и начинает считаться нравственно-этическим.
Подобные изменения возникли в среде немецких лютеран, некоторые из которых предложили пересмотреть традиционные христианские богословские взгляды и предпочли рассматривать Библию в качестве искажённого повествования о естественных исторических событиях, а христианское богословие — как обычную придуманную людьми теорию. Библейское понимание Бога при этом заменялось идеей Творца, не вмешивающегося в дела мира.
Наиболее значимым для формирования либеральной теологии были труды немецкого философа и богослова Ф. Шлейермахера. Помимо этого, значительное влияние оказали Фердинанд Баур и Тюбингенская школа. Наибольшая популярность данного течения приходится на конец XIX века — начало XX века.
Либеральная протестантская теология бросила вызов протестантской ортодоксии, но, в свою очередь, была подвергнута критике новыми направлениями богословия, которые сменили её в качестве «современного» направления богословской мысли в историческом протестантизме.
После Первой Мировой войны и последовавшего за ней кризиса представлений о возможности социального прогресса популярность либеральной теологии значительно снизилась, ей на смену пришла диалектическая теология.
С учётом либерального направления, исследователи выделяют следующие основные исторические этапы в развитии протестантской теологии:
1. Ортодоксальная теология XVI—XVII веков (М. Лютер, Ж. Кальвин, У. Цвингли, Я. Арминий; позднее, в XIX веке была раскрыта в учении А. Кёйпера и др., а в XX веке, в основном, в богословии Панненберга и Мольтмана).
2. Неопротестантская, или либеральная теология XVIII—XIX вв. (Ф. Шлейермахер, А. Ритчль Э. Трёльч, А. Гарнак), а также на основе исследований таких библеистов как Ю. Велльгаузен. XX век — Дж. Робинсон и др). На становление либеральной теологии повлияли этические и онтологические идеи идеалистов Канта и Гегеля.
3. «Теология кризиса», или диалектическая теология или неортодоксия появившаяся после Первой мировой войны (К. Барт, П. Тиллих, Р. Бультман, Р. Нибур, Ф. Гогартен, Э. Бруннер), основой послужили мысли философа-экзистенциалиста С. Кьеркегора.
4. Радикальная, или «новая» (практическая) теология, распространившаяся после Второй мировой войны (Д. Бонхёффер, Мартин Лютер Кинг).
5. Теология освобождения[9], которая сформировалась во второй пол. XX века, в католицизме и, в основном, популярна в Южной Америке и Африке (Леонардо Бофф, Фрей Тито и др).
6. Феминистская теология[10], вышла на основе либеральных тенденций и социального переосмысления во втор. пол. XX века (Филлис Трайбл[англ.]).

## Основные положения богословия
Либеральное богословие достаточно разнородно и разнообразно, но есть некоторые положения, которые встречаются в учении многих либеральных богословов.
Характерные черты богословия либерального протестантизма:
1. Позиция антропоцентризма, в рамках которой усиливается роль человека в триаде «Бог-человек-мир». Большее значение придается совести человека (особенно в вопросах нравственности и морали). Приоритет жизни человека по сравнению с принятыми богословскими положениями (иначе говоря, людей нельзя насильно принуждать к вере и убивать за веру). Некоторые либеральные богословы (но не все) первоочередными считают проблемы человека и его мира, и лишь потом — волю Бога. Данный подход полностью противоположен ортодоксальному протестантизму Лютера и Кальвина, для которых человек обсуждается исключительно в контексте своего отношения к Богу, находясь при этом в зависимом от Бога состоянии.
2. Заявленные в качестве базовых положений христианства исторический оптимизм и уверенность в способности человека изменить в лучшую сторону самого себя и человеческие взаимоотношения, что противоречило богословскому мировоззрению Лютера и Кальвина, которые сохраняли пессимизм и фатализм в своих взглядах на человеческую природу и мир в целом.
3. Попытка сближения теологии и светской науки с признанием за последней важной роли в процессе развития общества.
4. В теории проповедовали веротерпимость и толерантность в вопросах веры, но часто конфликтовали с фундаменталистами различных конфессий и вероисповеданий как протестантских, так и католических, православных и иудейских.
5. Особое внимание уделяется внутренним противоречиям в Священном Писании и противоречиям между Священным Писанием и результатами научных исследований. При обнаружении противоречий богословы и верующие могут выбрать для себя то или иное решение.
6. Священное Писание является подборкой текстов, составленных и выбранных людьми. Некоторые тексты Библии могли бытовать как «легенды» в устной древнееврейской традиции, а потом записывались, когда в них возникала историческая потребность. Традиционная датировка и авторство некоторых текстов Священного Писания вызывает сомнение. Для либеральных богословов важным является текстологический анализ Священного Писания и сопоставление библейских текстов и достижений археологии.
7. Многие либеральные теологи не верят в чудеса, описанные в Священном Писании, и пытаются объяснить эти явления естественнонаучными причинами.

Основные тезисы отдельных (но далеко не всех) либеральных теологов:
1. Богопознание невозможно. Приблизиться к «высшей реальности» можно лишь на уровне человеческих эмоций и путём следования нравственным доктринам.
2. Возникновение христианства аналогично возникновению прочих религий и вызвано историческими и социальными процессами.
3. Бог не открывал себя людям.
4. Иисус был идеалом нравственного человека, который, тем не менее, не закладывал вероучительных доктрин.
5. Современное богословие должно изучать историю возникновения христианства, не принимая к рассмотрению категории сверхъестественного.

Некоторые либеральные теологи отвергли классическое христианское учение о триединстве, идею воплощения Бога, божественность Иисуса Христа, непорочное зачатие, смерть Иисуса на кресте во искупление человеческих грехов, его телесное воскресение, реальность чуда Пятидесятницы и других чудес, а также учение о сотворении Богом мира и человека, грехопадении и первородном грехе, создав образ «либерального» исторического Иисуса.
К числу достижений данного направления протестантизма относят развитие методов библейской критики, в частности текстуальной, литературной и исторической. Кроме того, либеральная теология, прежде всего — через учение социального евангелия, настаивала на необходимости практической заботы христиан о сохранении социальной справедливости. Развитое адептами либеральной теологии учение социального евангелия повлияло на утверждение идеалов справедливого общества в современных церквях.
Некоторые либеральные протестанты по тем или иным причинам, не имеющим отношения к богословию, тесно сотрудничали с германскими властями в XIX и в начале XX века и считались, своего рода, «придворными богословами». Поэтому некоторые из них стали поддерживать и Гитлера после прихода его к власти.

## Критика либерального протестантизма со стороны его оппонентов

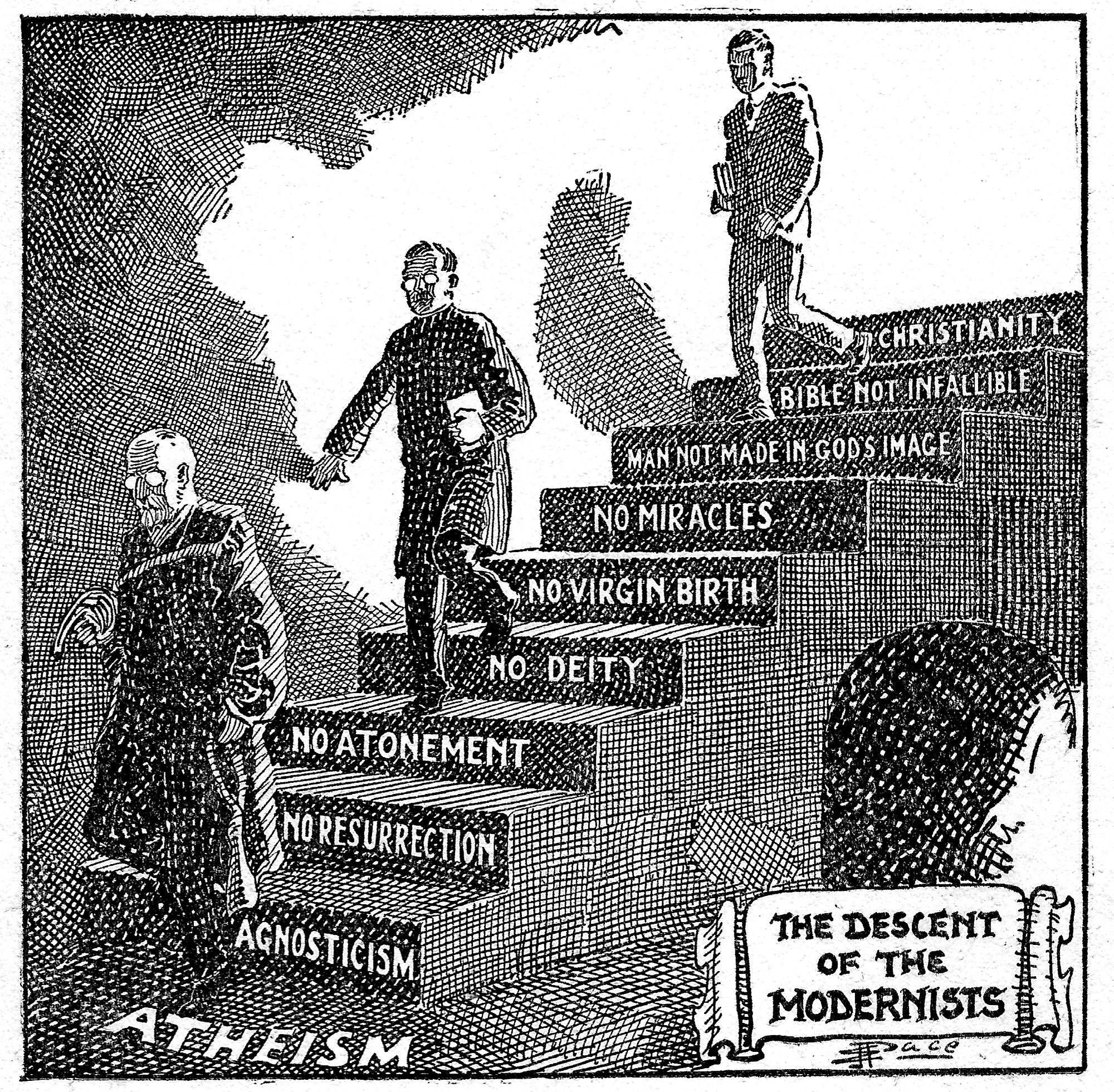
Карикатура на либеральных богословов: «Происхождение модернистов» Э. Дж. Пейса. Рисунок был впервые опубликован в книге Уильяма Дженнингса Брайана «Семь спорных вопросов», 1924 год, Нью-Йорк

Основными критиками либерального протестантизма являются фундаменталисты различных конфессий и деноминаций. Они, в частности, обвиняют либеральных теологов в искажении основ вероучения, распространении заблуждений и еретических воззрений, атеизме, неверии.
Либеральный протестантизм не смог стать позитивной культурной силой в обществе. С точки зрения некоторых бывших представителей самого либерального богословия (Карл Барт), либеральная теология — это новая форма идолопоклонства, и в действительности «Слово Божье воспринимается во всей глубине только верой, которая пробуждается в человеке Богом».
Низведение религии и богословия к позициям антропоцентризма в сочетании со склонностью рассматривать законы сверхъестественного лишь в качестве законов этики, а религию — проявлением человеческой природы, позволяет рассматривать либеральное учение не религиозным, но социально-философским, а его представителей, с точки зрения К. Барта, «прежде всего философами и лишь затем — теологами».

## Наиболее видные представители
- Фердинанд Баур
- Юлиус Велльгаузен
- Адольф фон Гарнак
- Вальтер Раушенбуш
- Альбрехт Ритчль
- Джон Робинсон (епископ)
- Эрнест Трёльч
- Альберт Швейцер
- Фридрих Шлейермахер